# ヴィクトワール・トメガ・ドグベ
ヴィクトワール・トメガ・ドグベ（Victoire Tomegah Dogbé）は、トーゴの政治家。コミ・セロム・クラッスー内閣で青年雇用大臣、大統領府長官を歴任し、2020年からは同国では初めて女性として首相を務めた。

## 経歴
1978年にロメ大学経済経営学部に入学し、1982年に経済経営学の修士号を取得。1986年から数年間、トーゴプラスチック企業（ITP）で働き、人事部長まで上り詰める。1999年にUNDP職員として着任。トーゴ、ブルキナファソ、ベナン、コンゴ共和国でUNDP常駐代表として赴任していた、
2008年にベナンのUNDPで勤務する最中にニャシンベ大統領とジルベール・ウングボ首相は、トメガ・ドグベをトーゴで開設されて間もない基地で開発担当大臣として任命した。2009年には大統領府長官に任命された。翌年にはウングボ内閣下で青年雇用大臣に就任。ウングボ内閣解散後もクウェシ・アフーメイ＝ズヌ内閣、コミ・セロム・クラスー内閣で閣僚として留任し続けた。
2020年9月28日にトメガ・ドグベはニャシンベ大統領から首相に任命され、同国初の女性首相となった。2024年5月21日にはトーゴで4月に執行された総選挙の結果が13日に発表されたことを受け、トメガ・ドグベが慣例に従い辞表を提出。同年8月1日、ニャシンベ大統領より首相に再任された。
- 2016年6月1日、青年雇用大臣時代
- 2020年10月18日、首相就任翌月
- 2023年4月24日、欧州委員会国際協力開発担当委員のユッタ・ウルピライネンを訪問